# Oligodon booliati

Oligodon booliati är en ormart som beskrevs av Tzi Ming Leong och den amerikanske herpetologen Larry Lee Grismer 2004. Oligodon booliati ingår i släktet Oligodon, och familjen snokar. IUCN kategoriserar arten globalt som akut hotad. Inga underarter finns listade.

## Upptäckt
Exemplar har varit kända ända sedan 1962, men arten beskrev inte förrän 2004 (Leong & Grismer 2004). 

## Utbredning
Oligodon booliati är känd endast i ett fåtal exemplar från en lokal. Det är på Tioman-ön, i delstaten Pahang, i Malaysia (Grismer med flera 2006). Skogen där den förekommer är inte skyddad och avverkningen i området kan bli ett problem för ormartens överlevnad.

## Habitat
Arten lever under jord och hittas I lövhögar i låglänta skogsområden.